# たてしなスマイル交通
たてしなスマイル交通（たてしなスマイルこうつう）は、長野県北佐久郡立科町が運行するコミュニティバス。町が所有する自家用バス（白ナンバー）を使用し、東信観光バスに運行を委託している。
2020年4月のダイヤ改正以降は、幹線ルート、西・南回りルート、東回りルート、シラカバ線の4路線を運行している。

## 概要
たてしなスマイル交通は、立科町営バスとして2008年に東回りルートの1系統のみで実証運行を開始した。利用状況と利用者アンケートの結果、翌2009年に「交通弱者といわれる町内の小・中・高校生の通学、高齢者の通院・買い物等の日常生活の足の確保に特に重点を置き、町内の移動手段の確保を図った。
立科町は恵まれた観光資源を有することから、観光地と公共交通を連携させた地域活性化施策を検討し「観光地の活性化及び公共交通の利用促進を図る」目的で設置した立科町地域公共交通活性化協議会を運行主体として、実証運行時の東回りルートを東、南回りルートの2系統に分け、新たに西回りルートとシラカバ線の2系統を新設し、芦田バスステーション（現：立科町役場前）を中心として計4系統で本格運行が開始された。
また、2009年に立科町内を通っていた千曲バス白樺湖線が廃止されたことを受け、これをコミュニティバスのシラカバ線として廃止代替した。

## 沿革
- 2008年 (平成20年) - 実証運行を東回りルート1系統のみで開始[1]。
- 2009年（平成21年）3月13日 - 立科町が立科町地域公共交通活性化協議会を設置し、4路線の運航が開始される[1][3]。
- 2020年（令和2年）4月 - 東、西、南ルートとシラカバ線の４路線のうち西と南ルートを統合し、新たに幹線ルートの運行を開始。
  - 5月 - 5月から9月までの夏季のみ長門牧場～東白樺湖間でシャトル便の運行を開始する[4]。

## 運賃制度
運賃は各線とも均一制で、以下の通り。12枚つづりの回数券が販売されている。
| 路線名           | 大人  | 小人  | 記事                                                                         |
| ---------------- | ----- | ----- | ---------------------------------------------------------------------------- |
| 幹線ルート       | 200円 | 100円 | 月曜日から金曜日までの毎日運行。ただし、年末年始と立科えんでこ開催日は運休。 |
| 西・南回りルート | 200円 | 100円 | 月曜日、水曜日、金曜日のみ運行。ただし、年末年始と立科えんでこ開催日は運休。 |
| 東回りルート     | 200円 | 100円 | 火曜日、木曜日、土曜日のみ運行。ただし、年末年始と立科えんでこ開催日は運休。 |
| シラカバ線       | 500円 | 250円 | 蓼科高校と雨境間および東白樺湖と雨境間を利用する場合は大人200円、子供100円。 |

## 現行路線
- シラカバ線以外の3路線でフリー降車を行っている（国道142号上、カーブ、交差点付近では降車不可）。安全上の理由からフリー乗車は行っていない。
- 「立科町役場前」停留所では、千曲バス中仙道線岩村田駅・佐久平駅方面、東信観光バス中仙道線大屋駅、丸子線丸子駅方面に乗り換え可能。

### 幹線ルート
- 立科町役場前 → 権現の湯[注釈 2] → 駒形神社 → 虎御前 → 蓼科高校 → 塩沢公民館 → 立科町役場前

### 西・南ルート
- 立科町役場前 → 老人福祉センター →  龍の子広場 → 立科町役場前 → 大澤酒造駐車場 → 茂田井 → 姥ヶ懐公民館 → 立科町役場前

### 東ルート
- 立科町役場前 → JA立科センター → 西塩沢公民館 → 桐原生活協同館 → 真蒲消防庫 → 立科町役場前

### シラカバ線
- 東白樺湖[5] - 蓼科牧場 - 女神湖 - 長門牧場 - 立科町役場前 - 蓼科高校

## 車両
トヨタ・ハイエース、または三菱ふそう・ローザを使用する。